# Nitipong Saengsila
Nitipong Saengsila (Thai: นิติพงษ์ แสงศิลา; * 30. Januar 1984) ist ein thailändischer Badmintonspieler. 

## Karriere
Nitipong Saengsila siegte national bei den thailändischen Meisterschaften 2005 im Herrendoppel mit Songphon Anugritayawon. Weitere Medaillengewinne folgten bei den Titelkämpfen 2007, 2008, 2009 und 2010. Dabei gewann er 2007 Silber im Doppel und in den folgenden Jahren Bronze in der gleichen Disziplin. 2008 erkämpfte er sich zusätzlich auch Bronze im Mixed. Bei den Südostasienspielen 2007 gewann er mit dem thailändischen Herrenteam Bronze.

## Referenzen
- Nitipong Saengsila beim Badminton-Weltverband

| Personendaten    | Personendaten                   |
| ---------------- | ------------------------------- |
| NAME             | Saengsila, Nitipong             |
| ALTERNATIVNAMEN  | นิติพงษ์ แสงศิลา                    |
| KURZBESCHREIBUNG | thailändischer Badmintonspieler |
| GEBURTSDATUM     | 30. Januar 1984                 |